# Bácsborsód
Bácsborsód este un sat în districtul Bácsalmás, județul Bács-Kiskun, Ungaria, având o populație de 1.214 locuitori (2011). 

## Demografie
Componența etnică a satului Bácsborsód
     Maghiari (94,32%)
     Germani (4,41%)
     Romi (1,27%)
Componența confesională a satului Bácsborsód
     Romano-catolici (66,89%)
     Fără religie (11,29%)
     Reformați (4,37%)
     Necunoscută (17,13%)
     Atei (0,33%)
Conform recensământului din 2011, satul Bácsborsód avea 1.214 locuitori. Din punct de vedere etnic, majoritatea locuitorilor (94,32%) erau maghiari, existând și minorități de germani (4,41%) și romi (1,27%).  Din punct de vedere confesional, majoritatea locuitorilor (66,89%) erau romano-catolici, existând și minorități de persoane fără religie (11,29%) și reformați (4,37%). Pentru 17,13% din locuitori nu este cunoscută apartenența confesională.